# Crasher
En sécurité informatique, un crasher appartient à la famille des hackers. Il efface les données par jeu uniquement, sans pour autant en vouloir à la victime qui est le plus souvent choisie au hasard.
Le crasher est un black hat hacker.
Ce sont les crashers qui ont, en grande partie, contribué à donner l'image noire que la plupart des gens ont actuellement du monde du hacking.
Il existe plus généralement deux types de crasher. Celui de haut niveau (correspondant véritablement à l'idée du black hat hacker) qui va chercher les failles et vulnérabilités de ses cibles lui-même et le script kiddies qui utilise des exploits tout fait sans vraiment comprendre le pourquoi du comment.
Les crashers ont parfois tendance à se considérer comme des dieux de la toile mais sont en réalité bien moins dangereux que les script kiddies de haut vol (pour peu qu'on tienne ses CMS rigoureusement à jour).